# Spähpanzer Ru 251
Spähpanzer Ru 251 — німецький дослідний легкий танк. Розроблений в 1960—1964 роках на базі винищувача танків Kanonenjagdpanzer.

## Історія виробництва
Ru 251 був один із проєктів, започаткованих Бундесвером для протидії зростаючій радянській загрозі в Європі під час Холодної війни. При цьому ФРН мала кордон з країнами Східного блоку, такими як Чехословаччина, особливо з НДР, звідки Радянський Союз міг розпочати наступ на Європу. У зв'язку з чим розпочався новий проєкт — Europanzer, який призвів до створення Leopard для ФРН і AMX-30 для Франції.
На початку 1960-х років Бундесвер все ще використовував американські M41 як розвідувальні танки. Цілком застарілі, їх вирішили замінити більш сучасні машини. Таким чином, у 1960 році було розпочато програму з розробки нового легкого танка. Було важливо, щоб цей танк мав високу рухливість у поєднанні з достатньою вогневою потужністю для ураження основних радянських танків того часу. Перший прототип був побудований в 1963, а за ним і інший в 1964.
Дослідні зразки пройшли велику кількість польових випробувань (випробування на рухливість, здатність танка рухатися складною місцевістю тощо). Однак розвиток Ru 251 було перервано запуском у виробництво Leopard.

## Опис конструкції
Ru 251 побудований на базі винищувача танків Kanonenjagdpanzer. Замість фіксованої гармати Ru 251 отримав башту. Танк був оснащений 90-мм гарматою Rheinmetall BK 90/L40, німецькою версією американської 90-мм гармати M36, встановленою на M47 Patton. Другий прототип Ru 251 мав чудову рухливість і вогневу міць на шкоду захисту від снарядів. Робота над Ru 251 була суворо конфіденційною, як і деталі його розробки, які досі зберігаються в секреті Бундесвером, звідси неточність деяких його характеристик.

## В культурі
- Ru 251 представлений легким танком 9 рівня в ММО грі World of Tanks і 8 рівня у World of Tanks Blitz.
- Ru 251 представлений преміальним легким танком 4 рангу у грі War Thunder.